# Hans Schmid (Eishockeyspieler, 1955)
Hans „Hansi“ Schmid (* 19. Dezember 1955 in Arosa) ist ein ehemaliger Schweizer Eishockeyspieler und promovierter Zoologe.

## Karriere
Der in Arosa aufgewachsene Hansi Schmid begann im Alter von 10 Jahren beim EHC Arosa Eishockey zu spielen. Auf die Saison 1974/75 hin wurde er als Stürmer in die erste Mannschaft berufen, mit der er 1977 den Aufstieg in die Nationalliga A schaffte. Nach Abschluss der Matura folgte Schmid 1977 seinem Bruder Lolo zum Zürcher SC und nahm an der ETH Zürich ein Agronomiestudium auf, welches er 1980 abschloss. 1981 bis 1984 studierte er an der Universität Zürich Zoologie.
Mit dem Zürcher SC durchlebte Hansi Schmid sportlich durchzogene Zeiten: So stieg er zwischen 1981 und 1986 je dreimal von der Nationalliga B in die Nationalliga A auf und wieder ab. Die letzten beiden Jahre fungierte er als Captain bei den Stadtzürchern. Auf die Saison 1986/87 hin wechselte er zum EHC Illnau-Effretikon. Danach spielte Schmid noch jahrelang hobbymässig beim EHC Urdorf, zuletzt in der Seniorenmannschaft, bevor er 2008 die Schlittschuhe definitiv an den Nagel hängte. Trotz seiner langen Karriere bei renommierten Teams konnte Schmid nie einen Meistertitel erringen.
Nach der Beendigung seiner Spielerkarriere war Hansi Schmid von 1999 bis 2017 Leiter Tierpflege im Zoo Zürich.
Seit 2017 ist Schmid wissenschaftlicher Leiter des Arosa Bärenlandes.